# Adams (Minnesota)
Adams è una città degli Stati Uniti d'America, situata in Minnesota, nella contea di Mower.